# Duguetia bahiensis
Duguetia bahiensis este o specie de plante angiosperme din genul Duguetia, familia Annonaceae, descrisă de Paulus Johannes Maria Maas. Conform Catalogue of Life specia Duguetia bahiensis nu are subspecii cunoscute.